# راجام
راجام (به انگلیسی: Rajam) یک منطقهٔ مسکونی در هند است که در بخش سریکاکولم واقع شده‌است. راجام ۳۲٫۷۵ کیلومتر مربع مساحت و ۴۲٬۱۹۷ نفر جمعیت دارد و ۶۱ متر بالاتر از سطح دریا واقع شده‌است.